# Кокочак
Кокочак је насељено мјесто у Славонији. Припада граду Ораховици, у Вировитичко-подравској жупанији, Република Хрватска.

## Географија
Кокочак се налази око 8 км западно од Ораховице. Посред села тече поток.

## Историја
Кокочак је било српско устаничко село. Октобра 1941. је формиран Папучко-крндијски одред. Нијемци и усташе никада нису ушле у село. Из села је од усташа страдало 19 српских жртава, у Другом свјетском рату. У рату 90-их година 20. вијека хрватске снаге су у селу срушиле све објекте. Након рата у село се враћа 10-ак старијих људи и скоро су сви временом умрли. 2023. у селу су само три фамилије. Звоник на цркви је обновљен. Испред Дома би сваке године биле прославе, поводом годишњице оснивања партизанског одреда, да би након рата у том Дому мјештани Хрвати држали овце. 

## Становништво
Према попису становништва из 2011. године, Кокочак је имао 14 становника.
| Националност       | 1991. | 1981. | 1971. | 1961. |
| Срби               | 77    | 82    | 124   | 175   |
| Хрвати             | 5     | 3     | 1     | 1     |
| Југословени        | 1     | 26    |       |       |
| остали и непознато | 1     |       | 4     |       |
| Укупно             | 84    | 111   | 129   | 176   |

| Демографија | Демографија | Демографија |
| Година      | Становника  | Становника  |
| ----------- | ----------- | ----------- |
| 1961.       | 176         |             |
| 1971.       | 129         |             |
| 1981.       | 111         |             |
| 1991.       | 84          |             |
| 2001.       | 14          |             |
| 2011.       |             | 14          |